# Llista de monuments de Binissalem
Llista de monuments de Binissalem catalogats pel consell insular de Mallorca com a Béns d'Interès Cultural en la categoria de monuments pel seu interès històric, artístic, arquitectònic, arqueològic, històric-industrial, etnològic, social, científic o tècnic.
| Monument                                                | Tipus                | Localització                   | Coordenades                                          | Codi?         | Imatge |
| ------------------------------------------------------- | -------------------- | ------------------------------ | ---------------------------------------------------- | ------------- | --- |
| Església parroquial de Santa Maria de Robines           | Edif. religiosos     | Binissalem Plaça de l'Església | 39° 41′ 20″ N, 2° 50′ 31″ E / 39.688876°N,2.842041°E | RI-51-0011510 | Església parroquial de Santa Maria de Robines (Binissalem) · Vegeu més fotos d'aquest monument · Carregueu una nova foto d'aquest monument |
| Antiga Creu de Can Gelabert, o Creu del Camí de Biniali | Creus de terme       | Binissalem                     | 39° 40′ 56″ N, 2° 50′ 54″ E / 39.682114°N,2.848287°E | RI-51-0010256 | Carregueu una nova foto d'aquest monument                                                                                                  |
| Creu                                                    | Creus de terme       | Binissalem Carrer Creu         | 39° 41′ 13″ N, 2° 50′ 24″ E / 39.686867°N,2.839939°E | RI-51-0010257 | Creu (Binissalem) · Vegeu més fotos d'aquest monument · Carregueu una nova foto d'aquest monument                                          |
| Can Sabater                                             | Edif. residencials   | Binissalem Carrer Bonaire      | 39° 41′ 11″ N, 2° 50′ 43″ E / 39.686501°N,2.845303°E | RI-51-0009354 | Can Sabater (Binissalem) · Vegeu més fotos d'aquest monument · Carregueu una nova foto d'aquest monument                                   |
| Conjunt històric de Binissalem                          | Conjunt històric     | Binissalem                     | 39° 41′ 18″ N, 2° 50′ 36″ E / 39.688226°N,2.843446°E | RI-53-0000286 | Conjunt històric de Binissalem · Carregueu una nova foto d'aquest monument                                                                 |
| Talaiot de Borneta / Es Claper des Moros                | Monument arqueològic | Binissalem                     | 39° 42′ 28″ N, 2° 50′ 25″ E / 39.707909°N,2.840262°E | RI-51-0001816 | Carregueu una nova foto d'aquest monument                                                                                                  |
| Cova de Can Pere Antoni / Sa Cova des Puig              | Monument arqueològic | Binissalem                     | 39° 42′ 49″ N, 2° 50′ 14″ E / 39.713599°N,2.837089°E | RI-51-0001817 | Carregueu una nova foto d'aquest monument                                                                                                  |
| Talaiot des Velar / Es Claper des Moros                 | Monument arqueològic | Binissalem                     | 39° 40′ 10″ N, 2° 51′ 43″ E / 39.669382°N,2.861921°E | RI-51-0001818 | Carregueu una nova foto d'aquest monument                                                                                                  |
| Talaiot de sa Terra Grossa / Can Marilla                | Monument arqueològic | Binissalem                     | 39° 41′ 15″ N, 2° 49′ 29″ E / 39.687461°N,2.824800°E | RI-51-0001819 | Carregueu una nova foto d'aquest monument                                                                                                  |